# Kanton Lannilis
Der Kanton Lannilis war bis 2015 ein französischer Wahlkreis im Arrondissement Brest, im Département Finistère und in der Region Bretagne; sein Hauptort war Lannilis.

## Gemeinden
Der Kanton umfasste fünf Gemeinden:
| Gemeinde     | Bretonisch | Einwohner (2022) | Fläche (km²) | Code postal | Code Insee |
| ------------ | ---------- | ---------------- | ------------ | ----------- | ---------- |
| Guissény     | Gwiseni    | 1.974            | 25.18        | 29249       | 29077      |
| Landéda      | Landeda    | 3.695            | 10.98        | 29870       | 29101      |
| Lannilis     | Lanniliz   | 5.712            | 23.52        | 29870       | 29117      |
| Plouguerneau | Plougerne  | 6.719            | 43.33        | 29880       | 29195      |
| Tréglonou    | Treglonoù  | 689              | 5.85         | 29870       | 29290      |
| Kanton       | Lanniliz   | 17.951           | 108.86       | -           | 2920       |

## Bevölkerungsentwicklung
| 1962   | 1968   | 1975   | 1982   | 1990   | 1999   | 2006   | 2012   |
| ------ | ------ | ------ | ------ | ------ | ------ | ------ | ------ |
| 14.731 | 13.927 | 13.619 | 13.869 | 14.537 | 15.325 | 16.892 | 17.951 |